# Новосёлки (Рыбновский район)
Новосёлки — село в Рыбновском районе Рязанской области, расположенное на берегу Оки. Входит в состав Пощуповского сельского поселения.

## История
По народному преданию, на месте деревни Паново некогда жил разбойник Пан с своими братьями Пощупом и Ромоданом. Позже оба отделились от него и положили основание двум поселениям — Пощупову и Ромоданову, а некоторые из шайки Пана, отделившись, поселились на месте нынешнего села Новосёлок и вместе с новыми пришелицами-бродягами образовали поселение.
По другой версии этой легенды на западном конце деревни Паново, на правом берегу речки Сосенка располагалось древнее городище, которое называлось Паново городище. По преданию Паново городище было сооружено богатырем Паном. Было у богатыря Пана два сына Ромодан и Пощуп, которые основали два поселения Ромоданово и Пощупово (Богослов).
В старину село Новосёлки принадлежало Солотчинскому монастырю. После секуляризации монастырских земель по реформе 1764 г. село Новоселки и Паново принадлежали обществу государственных крестьян.
До октябрьской революции на окраине села Заборье, на земле Новосельской казённой дачи государственных крестьян на дюнах располагались сараи для загона скота, которые назывались Новосельская осяка́ или Панская осяка́. На земле села Рыково (Заборье) такие загоны для скота назывались Рыковская осяка́.
Недалеко от села Шехмино, на берегу речки Солотча и Келецкая (Кельца) находилась лесная дача Борового отхожего общего въезжего леса казённого ведомства государственных крестьян села Новоселки и деревни Паново, бывших крестьян Солотчинского монастыря и общества крестьян села Окаемово-Пощупово, бывших крестьян Богословского монастыря.
Время построения в селе Новосёлки первоначальной церкви неизвестно. В 1790 году существовавшая здесь Введенская церковь погорела и на её месте выстроена новая деревянная, впоследствии и она подверглась той же участи. Взамен в 1862 году построена ныне существующая.
В селе Новосёлки издавна существовала школа. Первоначально она была церковно-приходской, после — земской.
До 2015 года село было административным центром и единственным населённым пунктом Новосельского сельского поселения.
Село Новосёлки Рыбновского района носит народное название Верхние Новосёлки. Нижними Новосёлками называется село Новосёлки Рязанского района.
В газете Рабочий клич от 12 мая 1928 г. публикуется заметка, что около села Верхние Новосёлки Рязанского уезда, на берегу реки Ока найдены две крупные кости мамонта. Кости вымыты водой. Историческая находка помещена в госмузей.
Летом 2022 года Коллектив географов РГУ имени С. А. Есенина в Рыбновском районе у села Новоселки обнаружил хорошо сохранившийся зуб мамонтенка на берегу реки Оки.

## Население
| 1859 | 1897  | 1906  | 2010 | 2012 | 2013 | 2014 |
| ---- | ----- | ----- | ---- | ---- | ---- | ---- |
| 1615 | ↗4429 | ↗5552 | ↘392 | ↗406 | ↗442 | ↗457 |

## Экономика
В XX веке в селе был основан совхоз, который в конце 90-х годов прекратил своё существование, техника была распродана.
В настоящее время работают 3 магазина, молочный завод «Река Ока», отделение почтовой связи, фельдшерский пункт и клуб.

## Транспорт
Транспортная связь с селом осуществляется пригородным автобусом № 153 от Центрального автовокзала Рязани.
Из Рязани: 5:50 (сезонный, по будням); 8:20; 13:00; 16:40.
Из Новосёлок: 6:40 (сезонный, по будням); 9:20; 14:00; 17:40.

## Улицы села
- улица Пирогова
- улица Набережная
- улица Новая
- улица Ивановка
- улица Колхозная
- улица Школьная
- улица Почтовая
- улица Ключи
- улица Соловки
- улица Заречка
- улица Садовая
- улица Приокская
- улица Филипповская

## Достопримечательности
Церковь Введения во храм Пресвятой Богородицы
Кругом церкви находится каменная ограда с железными спицами. Церковь имеет крестообразную форму с алтарным полукружием и с одной папертью под колокольней. Снаружи она обита тёсом, внутри стены в трапезной оштукатурены, а в настоящей церкви расписаны живописью по холсту. Церковь имеет три престола: главный во имя Введения во храм пр. Богородицы и придельные — во имя св. Николая Чудотворца и мучеников Флора и Лавра, два последние находятся в трапезной.
Церковная библиотека заключает в себе около 150 книг. Из церковных документов сохраняются: метрические книги — с 1781 года (за исключением 1792 года), исповедные — с 1826 года и другие. Из метрических книг видно, что в XVIII и XIX в. причт села Новосёлок был двухкомплектный, состоял из двух священников, диакона и нескольких причетников. По штату 1878 года положены два священника и два псаломщика, а по штату 1885 года добавлена ещё диаконская вакансия. Кроме денежных доходов от прихожан, причт, по старинному обычаю, пользовался хлебными сборами с них (между прочим крупой) и церковной землёй в размере около 27 десятин. В старину он производил вместе с другими сборами сбор лаптей с прихожан.
В состав прихода входили село Новосёлки и деревня Паново. Прихожан в 1890 году считалось 2867 мужского пола и 2442 душ женского пола в 655 дворах. Они занимались по большей части барочным промыслом по рекам Оке, Волге. Крестный ход вокруг всего прихода и по полям совершается ежегодно в девятую пятницу по Пасхе.
Дом-музей братьев Пироговых
Дом, где жили братья Пироговы, сыновья рязанского плотника, ставшие великими певцами, прославившими на весь мир русское оперное искусство, в том числе Александр Степанович и Григорий Степанович Пироговы.
Праздники
Ежегодно в селе проходят два крупных праздника. В мае — традиционный праздник народной песни имени братьев-певцов Пироговых, в июле — гастрономический фестиваль малины.